# Pydnella rosacea
Pydnella rosacea är en fjärilsart som beskrevs av George Francis Hampson 1896. Pydnella rosacea ingår i släktet Pydnella och familjen tandspinnare. Inga underarter finns listade.